# Очеретоватский сельский совет (Семёновский район)
Очеретоватский сельский совет (укр. Очеретуватська сільська рада) — входит в состав
Семёновского района
Полтавской области
Украины.
Административный центр сельского совета находится в селе 
Очеретоватое.

## Населённые пункты совета
- село Очеретоватое
- село Вольное